# Barddhaman
Barddhaman (äldre namn Bardwan eller Burdwan) är administrativ huvudort för distriktet Barddhaman i den indiska delstaten Västbengalen och är belägen vid Bankafloden, drygt 9 mil norr om Calcutta. Staden hade lite mer än 300 000 invånare vid folkräkningen 2011, med förorter cirka 380 000 invånare 2015.
Staden, då under namnet Bardwan, var under brittisk tid centrum för en division i presidentskapet Bengalen, då ända ner till Bengaliska viken, väster om Hugli. Barddhaman är möjligen uppkallad efter Jain Tirthankara Mahavir Vardhamaan.